# Браницкое викариатство
Браницкое викариатство — титулярная епископия Болгарской православной церкви.

## История
Браничево (у византийцев — Βρανιτζοβα, у латинских писателей — Brandiz, y арабского писателя Идризи — Абрандис и Афранисофа, прежнее латинское — Viminacium) было столицей провинции Верхней Мёзии, при впадении Млавы в Дунай, близ теперешнего сербского Пожареваца. В начале XI века город стал епископской кафедрой, а потом резиденцией византийского наместника; в XIII веках попеременно попадал во власть болгар, венгров и сербов, а в XIV веке пал окончательно, его именем стала обозначаться вся область между Моравой и Млавой.
Браницкое викариаство учреждено в качестве титулярной кафедры в составе обособившегося Болгарского экзархата 21 апреля 1874 года, когда был рукоположен епископ Климент (Друмев). Вместе с тем, после окончания первой мировой войны и возобновления Патриаршества в Сербской православной церкви 30 августа 1921 года было принято решение о восстановлении Браничевской епархии. С тех пор обе кафедры существуют параллельно.

## Епископы
- Климент (Друмев) (21 апреля 1874 — 27 мая 1884)
- Лазарь (Младенов)	(декабрь 1894 — май 1895)
- Неофит (Николов) (10 февраль 1902 — 14 август 1908)
- Климент (Шивачев) (8 марта 1909 — 19 января 1914)
- Максим (Пелов) (20 апреля 1924 — 13 февраля 1948)
- Максим (Минков) (30 декабри 1956 — 30 октябри 1960)
- Герасим (Боев) (17 ноября 1968 — 25 мая 1995)
- Амвросий (Парашкевов) (1 октября 1998 — 17 января 2010)
- Григорий (Цветков) (29 октября 2010 — 12 марта 2017)
- Пахомий (Лозанов) (19 октября 2021 — 9 февраля 2025)
- Иоанн (Пешев) (с 1 июля 2025)

титулярное викариатство Альтернативного синода Болгарской православной церкви
- Феодосий (Купичков) (19 февраля 1997 — 1 октября 1998)
- Гервасий (Патыров) (1999 — апрель 2002 и октябрь 2003 — 12 июля 2009)